# Трудна любов
„Трудна любов“ е български игрален филм (драма) от 1974 година на режисьора Иван Андонов, по сценарий на Асен Георгиев. Оператор е Емил Вагенщайн. Създаден е по новелата „Белот на две ръце“ на Вера Мутафчиева. Музиката във филма е композирана от Георги Генков.

## Актьорски състав
- Цветана Манева – Екатерина Наумова
- Иван Андонов – Иван Филчев
- Георги Черкелов – Партинийят секретар
- Жоржета Чакърова – Съпругата на Иван
- Стефан Илиев – Съпругът на Екатерина
- Лили Станишева – Пощаджийката
- Леда Тасева – Лавкаджийката
- Елена Димитрова – Саша
- Спас Начев
- Васил Бъчваров
- Стойчо Попов
- Стефан Пеев
- Анета Генова
- Пламен Дончев
- Евстати Стратев
- Стефан Чолаков
- Огнян Пейчев
- Ованас Зовикян
- Полина Доростолска
- Сия Главанакова
- Румяна Ташкова
- Елена Пеева
- Надя Тодорова
- Тодор Щонов
- Васил Василев
- Веселин Борисов
- Николай Лилянов
- Дончо Пашов
- Александър Златев
- Кръстьо Дойнов

## Награди
- Награда за най-добра женска роля на Цветана Манева, Варна, 1974
- Награда за най-добра мъжка роля на Георги Черкелов, Варна, 1974
- Награда на СБХ на Мария Иванова, Варна, 1974